# Telodorsagia
Telodorsagia är ett släkte av rundmaskar. Telodorsagia ingår i familjen Trichostrongylidae.
Släktet innehåller bara arten Telodorsagia davtiani.